# Ортенберг (Баден-Вюртемберг)
Ортенберг (нім. Ortenberg) — громада в Німеччині, знаходиться в землі Баден-Вюртемберг. Підпорядковується адміністративному округу Фрайбург. Входить до складу району Ортенау.
Площа — 5,66 км2. Населення становить 3430 ос. (станом на 31 грудня 2020).